# انترستیس

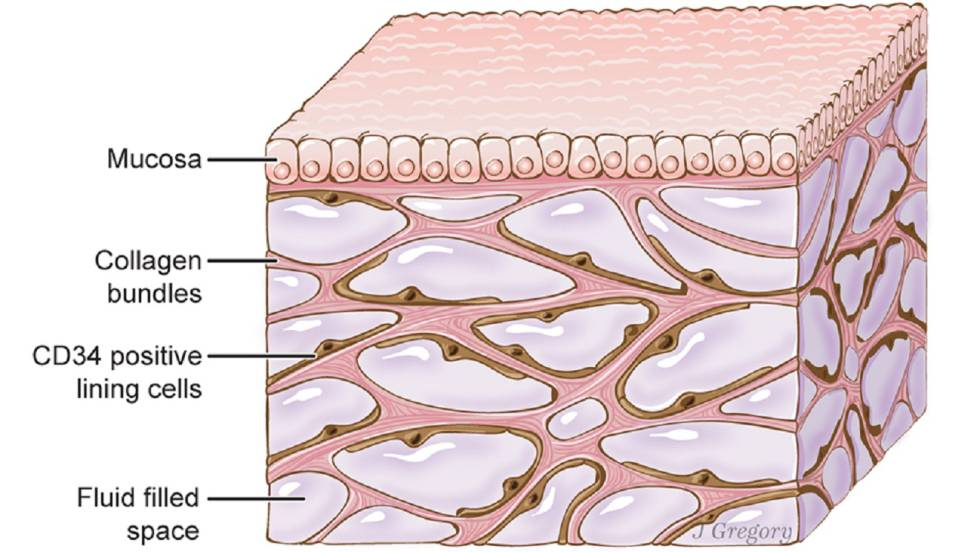
در فارسی میتوان این کلکات انگلیسی را با این معانی تعریف کردMucosaغشای پوستی
Collagen bundlesبافت های کولاژنCD34 positive lining celles
آستر سلولی شناسایی کننده های آنتی ژن ها در سطح سلولFluid filled spaceفضایی که در آن آب مورد نیاز پوست قرار دارد
Ziba-kadeh.ir

انترستیس یک فضای پر از سیال مجاور است که بین یک مانع ساختاری مانند دیواره سلولی یا پوست و ساختارهای داخلی مانند اندام‌ها، از جمله عضلات و سیستم گردش خون موجود است. مایع در این فضا - یعنی مایع بینابینی که متشکل از مایع خارج سلولی و حلال‌های آن است - به سیستم لنفی تخلیه می‌شود. محفظه بینابینی متشکل از بافت‌های اتصال دهنده و حمایت‌کننده درون بدن است که ماتریکس خارج سلولی نامیده می‌شوند که خارج از خون و رگ‌های لنفاوی و پارانشیم (نرم‌آکنه) اندام قرار دارند.

## تحقیقات
تحقیقات مقدماتی از انترستیس در افراد مبتلا به بیماری‌های ریوی، بیماری قلبی، سرطان،بیماری‌های کلیوی، اختلالات ایمنی و بیماری‌های پریودنتال نشان می‌دهد که مایع بینابینی و سیستم لنفاوی مکان‌هایی هستند که در آن مکانیسم‌های بیماری ممکن است به وجود آیند یا توسعه یابند.